# Kapydžik
Kapydžik (arménsky Կապուտջուղ, ázerbájdžánsky Qapıcıq, rusky Капутджух) je nejvyšší vrchol Zangezurského hřbetu v Arménské vysočině mezi Nachičevanskou autonomní republikou Ázerbájdžánu a Arménií. Leží v jižní části hřbetu, dosahuje výšky 3904 m n. m., od úpatí k vrcholu je to 1815 metrů. Vrchol hory pokrývá trvalý sníh a ledovce.
Na hoře jsou ložiska žuly a granodioritu.
Na horu mnohokrát vystoupali horolezci ze stálého horolezeckého tábora, který je v Zangezurském hřbetě.
Kapydžik je po Aragaci druhou nejvyšší horou Arménie.